# Шнельдорфер, Манфред
Манфред Шнельдорфер (нем. Manfred Schnelldorfer, род. 2 мая 1943 в Мюнхене, Баварии) — западногерманский фигурист, выступавший в мужском одиночном катании. Олимпийский чемпион 1964 года, чемпион мира того же года и восьмикратный чемпион ФРГ.

## Биография
Шнельдорфер выиграл своё первое соревнование в возрасте восьми лет. Тренировали его родители, которые были довольно известными в Западной Германии тренерами по фигурному катанию. Выступал Манфред за знаменитый клуб ЕРК из Мюнхена.
На своём единственном чемпионате Германии среди юниоров, в 1954 году, Шнельдорфер стал вторым после Ганса-Юргена Боймлера (впоследствии двукратного чемпиона мира в парном катании 1963 и 1964 годы). В следующем году, на «взрослом» чемпионате Германии он уже первый, а его соперник Боймлер оказывается на 4-м месте и затем уже меняет дисциплину.
Позже Шнельдорфер изучал архитектуру в течение четырёх лет, но не смог окончить образование из-за занятости в фигурном катании.
Вершиной его карьеры стала победа на Олимпиаде 1964 года в Инсбруке. Эта победа стала для многих неожиданностью так как фаворитом в тот год считался француз Ален Кальма (чемпион Европы с 1962 по 1964 годы и серебряный медалист чемпионата мира 1963 года.
В целом, за карьеру Шнельдорфер был восемь раз чемпионом Германии, один раз чемпионом мира (1964), три раза бронзовым и два серебряным медалистом чемпионатов Европы).
После окончания любительской карьеры (в 1964 году) он ушёл в профессионалы и работал с ледовым шоу в течение четырёх лет.
Он так же был поп-певцом и снялся в нескольких фильмах как актёр.
После этого он стал тренером и спортивным педагогом. Он был главным тренеров национальной сбогной ФРГ по фигурному катанию в период с 1974 по 1981 год.
Манфред Шнельдорфер живёт в Мюнхене и владеет несколькими спортивными магазинами. Он женат и имеет двоих детей.

## Результаты
| Соревнования                     | 1954 | 1955 | 1956 | 1957 | 1958 | 1959 | 1960 | 1961 | 1962 | 1963 | 1964 |
| -------------------------------- | ---- | ---- | ---- | ---- | ---- | ---- | ---- | ---- | ---- | ---- | ---- |
| Зимние Олимпийские игры          |      |      |      |      |      |      | 8    |      |      |      | 1    |
| Чемпионаты мира                  |      |      | WD   | 11   | 15   |      | 7    |      | 5    | 3    | 1    |
| Чемпионаты Европы                |      | 10   | 10   | 7    | 7    | 5    | 3    | 3    | 3    | 2    | 2    |
| Чемпионат Германии               |      | 2    | 1    | 1    | 1    | 1    | 1    | 1    |      | 1    | 1    |
| Чемпионат Германии среди юниоров | 2    |      |      |      |      |      |      |      |      |      |      |

- WD = снялся с соревнований

## Фильмография
- Holiday in St. Tropez (1964)
- Ich kauf' mir lieber einen Tirolerhut (1965)
- Tausend Takte Übermut (1965)
- Spukschloß im Salzkammergut (1966)
- Komm mit zur blauen Adria (1966)

## Песни
- Wenn du mal allein bist (5 сентября 1964 года 4-е место в немецких хит-парадах)
- Traurigsein bringt nichts ein (20 февраля 1965 года, 31-е место в немецких хит-парадах)
- Deine schönen blauen Augen
- Mizzie